# Ryszard Skurzyński
Ryszard Skurzyński (ur. 6 sierpnia 1942 w Warszawie) – były polski piłkarz, grający na pozycji pomocnika. Występował m.in. w Legii i Polonii Warszawa.